# Paul Hermann
Paul Hermann (sinh 30 tháng 6 năm 1646 tại Halle - mất ngày 29 tháng 1 năm 1695 tại Leiden) là một bác sĩ và nhà sinh vật học người Đức và trong 15 năm đã giữ cương vị giám đốc của Hortus Botanicus Leiden.
Sinh ra tại Halle, Đức, Paul Hermann là con trai của ông Johann Hermann, một nhạc công organ nổi tiếng, và bà Maria Magdalena Rober, con gái của một mục sư. Sau khi tốt nghiệp trường y khoa tốt nhất của châu Âu ở Padova, sau đó ông đã làm việc cho Công ty Đông Ấn Hà Lan và đã đi đến Ceylon (nay là Sri Lanka) là cán bộ y tế của tàu. Ông làm cho đơn vị này từ 1672 đến 1677. Trong thời gian đó, ông đã sưu tập các thực vật và sinh vật trên đảo.
Sau đó ông đã được tiếp nhận vào làm tại Leiden và đã được bổ nhi chức chủ nhiệm khoa Thực vật học tại Đại học Leiden năm 1679, nơi ông đã chuyên về lĩnh vực thực vật học trong quãng đời còn lại của mình. Sau khi nhận nhiệm mới ông đã sớm thiết lập cơ sở của mình thành vườn thực vật tốt nhất châu Âu.